# Lista de bairros de Americana
Este anexo lista os bairros (loteamentos) da cidade de Americana, que atualmente é dividida em 10 Áreas de Planejamento (AP) conforme Plano Diretor de Desenvolvimento Integrado:

## Bairros (loteamentos)
| Loteamento                                      | Ano    | Proprietário(s) / Loteadora(s) | Denom. ruas                              | Área (m2)  | AP |
| ----------------------------------------------- | ------ | --- | ---------------------------------------- | ---------- | -- |
| 9 DE JULHO, PQ. IND.                            | 2012   | - Agro Imobiliária Jaguari Ltda (Nove de Julho Empr. Imob. SPE Ltda) Obs: Gleba 12.0600 parte da antiga Faz. Salto Grande | 2016 2017 2018 2022 2024                 | 812238,00  | 04 |
| ALVORADA, JD.                                   | 1963   | - Fenley Júnior, Eduardo - outros | 1974 1979 1987                           | 267200,00  | 10 |
| ALVORADA, JD.                                   | 1979   | - Tecelagem Jacyra Ltda Obs: Gleba 07.0550 antiga propr. de Paulo e Hiram Lee Fenley | 1983 1987                                | 84191,11   | 10 |
| AMÉLIA, JD.                                     | 1980   | - Tecelagem Jacyra Ltda Obs: Gleba 27.0500 antiga propr. de Alfredo / Fortunato e Domingos Niels Nardini | 1985 1987 1994                           | 32319,00   | 08 |
| AMÉRICA 1º LOTEAMENTO, JD.                      | 1954   | - Kiriakos, Farid A. - Saad, Kiriakos K. Obs: parte do antigo Sítio Santarosa | 1971                                     | 84016,00   | 05 |
| AMÉRICA 2º LOTEAMENTO, JD.                      | 1971   | - Kiriakos, Farid A. - Saad, Kiriakos K. Obs: parte do antigo Sítio Santarosa | 1971 1982                                | 26991,80   | 05 |
| AMÉRICA (PRAIA AZUL), JD.                       | 1955   | - Carneiro, Machado & Cia Ltda Obs: parte da antiga Fazenda Santa Angélica | 1978                                     | 239490,00  | 03 |
| AMORIM, VL.                                     | 1950   | - Campaner, Vitório | 1959                                     | 30600,00   | 07 |
| AMORIM, VL.                                     | 1952   | - Marangoni, Antonio | 1959 1976                                | 71665,00   | 07 |
| AMORIM, VL.                                     | 1955   | - Campaner, Vitório | 1959 1976                                | 38200,00   | 07 |
| ANTONIO PINTO DUARTE, LOT.                      | 1947   | - Duarte, Antonio Pinto - Duarte Filho, Francisco Pinto | 1949 1950 1951                           |            | 01 |
| ANTONIO ZANAGA I, CONJ. HAB.                    | 1976   | - COHAB Obs: Gleba desapropr. antiga propr. de Fábrica de Tecidos Carioba S/A parte da antiga Faz. Salto Grande | 1982 1994                                | 296089,00  | 02 |
| ANTONIO ZANAGA II, CONJ. HAB.                   | 1979   | - COHAB Obs: Gleba desapropr. antiga propr. de Fábrica de Tecidos Carioba S/A parte da antiga Faz. Salto Grande | 1982 1983                                | 787623,75  | 02 |
| BAIRRO PACAEMBU                                 | 2016   | - Zanaga, Jair Faraone e outro (Quilombo Cons. Empr. Part. Ltda) Obs: Gleba 19.0950 parte da antiga Faz. São Jerônimo | 2016                                     | 645816,00  | 06 |
| BALNEÁRIO RIVIERA                               | 1953   | - Piva Sobrinho, Antonio Obs: parte do antigo Sítio Olho d'Água | 1978                                     | 59917,78   | 03 |
| BALNEÁRIO RIVIERA (2ª PARTE)                    | 1953   | - Piva Sobrinho, Antonio Obs: parte do antigo Sítio Olho d'Água | 1978 1985                                | 252091,22  | 03 |
| BALNEÁRIO SALTO GRANDE                          | 1950   | - Imobiliária Salto Grande | 1950 2002                                | 135000,00  | 03 |
| BALSA I, JD. DA                                 | 2005   | - Steinbruch, Eliezer (CIPLA Serv. Empr. Imob. S/C Ltda) - outros (Faé Empr. Ltda) (Galassi Empr. Ltda) Obs: Gleba 19.1000 antiga propr. de Indústrias Nardini                                                                                 | 2005                                     | 105492,19  | 06 |
| BALSA II, JD. DA                                | 2005   | - Steinbruch, Eliezer (CIPLA Serv. Empr. Imob. S/C Ltda) - outros (Faé Empr. Ltda) (Galassi Empr. Ltda) Obs: Gleba 19.1000 antiga propr. de Indústrias Nardini                                                                                 | 2005                                     | 377067,67  | 06 |
| BARRA DO CISNE I, JD.                           | 2010   | - Zanaga, Jair Faraone e outro (Quilombo Cons. Empr. Part. Ltda) Obs: Gleba 29.0550 antiga propr. de Genoeffa Faraone Zanaga parte da antiga Faz. Santa Lúcia                                                                                  | 2015 2016                                | 204514,03  | 03 |
| BAZANELLI, JD.                                  | 1977   | - Kuerches Menezes, Claudemil Antônio - outro | 1983 1984 2000                           | 78781,50   | 06 |
| BELA VISTA, JD.                                 | 1963   | - Zanaga, Achilles (espólio) | 1963 1971 1973 1974 1995 1999 2022       | 365462,41  | 07 |
| BELVEDERE, VL.                                  | 1951   | - Gobbo, Geraldo | 1971 2013                                | 54367,00   | 05 |
| BELVEDERE, VL.                                  | 1952   | - Gobbo, Geraldo | 1961 1974                                | 85400,00   | 04 |
| BERTINI, VL.                                    | 1965   | - Bertini, José Geraldo e outros Obs: parte da antiga Faz. São Pedro | 1974 1989                                | 225860,00  | 04 |
| BERTINI II, VL.                                 | 1978   | - Bertini, José Geraldo e outros Obs: Gleba 12.1700 parte da antiga Faz. São Pedro | 1981 1987                                | 73170,11   | 04 |
| BERTINI III, VL.                                | 1980   | - Bertini, José Geraldo e outros (Bertini Imóveis Adm. Empr. Ltda) Obs: Gleba 12.1700 parte da antiga Faz. São Pedro | 1981 1982                                | 262619,50  | 04 |
| BERTONI, JD.                                    | 2002   | - Bertoni, Lísio (L. Bertoni Part. Ltda) Obs: Gleba 11.0950 parte do antigo Sítio Maniçoba | 2002                                     | 329683,53  | 05 |
| BIASI, VL.                                      | 1965   | - Biasi, Maury - outros | 1974                                     | 41310,00   | 09 |
| BOA VISTA, PQ. RES.                             | 1975   | - Cia, Humberto e Eugênio | 1977 1979 1982 1992 2002                 | 451814,00  | 05 |
| BOER I, JD.                                     | 2003   | - Boer Cerioni, Waldomira - Boer Sartori, Maria - Boer, Antonio - Boer, Gildo - outros (LBO Empr. Imob. Ltda) Obs: Gleba 11.0780 parte do antigo Sítio Bela Vista                                                                              | 2003                                     | 445028,68  | 05 |
| BOER II, JD.                                    | 2007   | - Boer Cerioni, Waldomira - Boer Sartori, Maria - Boer, Antonio - outros (Empr. Imob. Bela Vista S/C Ltda) Obs: Gleba 11.0780 parte do antigo Sítio Bela Vista                                                                                 | 2012 2013 2015 2016                      | 395943,84  | 05 |
| BOSQUE DA SAÚDE                                 | 1978   | - Cordenonsi, Ediney (Bertini Imóveis Adm. Empr. Ltda) - outros Obs: Gleba 07.0680 parte de antiga Faz. Machadinho | 1982 1984 2018                           | 48413,87   | 05 |
| BOSQUE DOS IPÊS, RES.                           | 1979   | - Tancredi, Ottávio (Pró-Árvore Empreendimentos Florestais S/A) Obs: parte da antiga Faz. Santa Lúcia | 1999 2002 2003 2004 2005 2020            | 114225,00  | 03 |
| BRANCA, VL.                                     | 1998   | - Construtora Contatto Ltda Obs: Gleba 08.0560 antiga propr. de Claro Santarosa | 1998                                     | 22116,00   | 05 |
| BRASIL, JD.                                     | 1954   | - Brasil Arte-Filme S/A Obs: antiga propr. de Antonio C. Boer parte da antiga Fazenda Barroca | 1978                                     | 355000,00  | 02 |
| BRASIL, JD.                                     | 1957   | - Pântano, Antonio Obs: parte da antiga Fazenda Barroca | 1978 1979                                | 98000,00   | 02 |
| BRASÍLIA, JD.                                   | 1966   | - Usina Açucareira de Cillo S/A (Com. Imobiliária de Cillo Ltda) | 1978 1986                                | 414870,30  | 08 |
| BRIEDIS, JD.                                    | 1952   | - Briedis, João / Alberto e Carlos | 1959                                     | 33200,00   | 09 |
| CAMARGO, VL.                                    | 1963   | - Camargo Neves, Antonio - outros Obs: parte de antiga Faz. Machadinho | 1963 prol. 1970                          | 48400,00   | 05 |
| CAMPO BELO, JD.                                 | 1959   | - Pinto, Dilza Apparecida Obs: parte da antiga Fazenda Santa Angélica | 1978 2003                                | 88911,00   | 03 |
| CAMPO LIMPO I                                   | 1975   | - Atallah, Husni Sadallah Obs: parte do antigo Sítio Santarosa | 1975 prol. 1976 1978 1982                | 71737,50   | 05 |
| CAMPO LIMPO II                                  | 1986   | - Atallah, Husni Sadallah (Stylus Empr. Constr. Ltda) (Husni Sadallah Atallah Empr. Part. S/C Ltda) Obs: Gleba 08.0610 parte do antigo Sítio Santarosa                                                                                         | 1987 1990 1992                           | 148117,94  | 05 |
| CAMPO VERDE                                     | 1974   | - Nunes, Levy A. - Plaas, Dieter Werner - outro Obs: parte da antiga Chácara Dona Margarida | 1974 1989                                | 81725,06   | 04 |
| CARIOBINHA 1ª GLEBA                             | 1957   | - Fábrica de Tecidos Carioba S/A Obs: parte da antiga Faz. Salto Grande | 1957 prol. 1959                          | 97732,00   | 04 |
| CARIOBINHA 2ª GLEBA                             | 1966   | - Fábrica de Tecidos Carioba S/A Obs: parte da antiga Faz. Salto Grande | 1966 prol. 1974 1984 2004                | 165903,00  | 04 |
| CATHARINA ZANAGA                                | 1975   | - Zanaga, Antonio - Zanaga, João - Zanaga, Dante (herdeiros) Obs: parte da antiga Faz. São Domingos | 1975 1976 1983 1985 1986 2000            | 476007,14  | 07 |
| CECCHINO, VL.                                   | 1952   | - Cecchino, José Álvaro - outros | 1952 prol. 1960                          | 127000,00  | 08 |
| CENTRO                                          | 1890/1 | - Capitão Ignácio Corrêa Pacheco (núcleo original) - Basílio Bueno Rangel (expansão) - outros (expansão) | 1909 1923 1934 1942                      |            | 01 |
| CHÁCARA GIRASSOL                                | 1947   | - Faraone, Estevam | 1949 1951 1952 1957 1958 1960 1961 1965  | 222000,00  | 08 |
| CHÁCARA GIRASSOL                                | 1955   | - Faraone, Estevam | 1955 prol. 1957 1958 1960 1963 1965 2017 | 32000,00   | 08 |
| CHÁCARA MACHADINHO                              | 1966   | - Zanaga, João e outros - Camargo Neves, Antonio (herdeiros) Obs: parte de antiga Faz. Machadinho | 1966 prol. 1970 1974                     | 258570,00  | 05 |
| CHÁCARA PÂNTANO                                 | 1930/9 | - Cecchino, Caetano - outro | 1943 1949 1951 1952                      | 31500,00   | 01 |
| CHÁCARA PÂNTANO                                 | 1946   | - Pântano, Antonio - outros | 1949 1951                                |            | 01 |
| CHÁCARA RODRIGUES                               | 1951   | - Calvo, José da Silva | 1951 prol.                               |            | 07 |
| CHÁCARA RODRIGUES                               | 1955   | - Calvo, José da Silva | 1955 prol. 1968 1974                     | 165000,00  | 07 |
| CHÁCARA RODRIGUES                               | 1975   | - Jones, James R. | 1975 prol. 1990                          | 9966,50    | 07 |
| CHÁCARA SANTA CRUZ                              | 1976   | - Silvério de Toledo, Flausino | 1976 1977                                | 19900,00   | 05 |
| CIDADE JARDIM Mapa nº 02 Mapa nº 03             | 1955   | - Duarte, Antonio Pinto - Duarte Filho, Francisco Pinto - Fortunato, Thomaz - outro Obs: parte da antiga Faz. Campo Belo | 1968 1974 1988                           | 1452000,00 | 10 |
| COLINA, JD. DA                                  | 1946   | - Dei Santi, Orlando - outros | 1953                                     | 132000,00  | 05 |
| COLINA, JD. DA                                  | 1950   | - Gobbo, Virgílio | 1953 1974                                | 19600,00   | 05 |
| COLINA, JD. DA                                  | 1963   | - Furquim Corrêa, Francisco C. Obs: parte de antiga Faz. Machadinho | 1963 prol. 1974                          | 19620,00   | 05 |
| COLINA, JD. DA (subdivisão de área)             | 1976   | - Gobbo, Antonio e Ângelo | 1974                                     |            | 05 |
| CONQUISTA, VL.                                  | 2004   | - ASTA Obs: Gleba 35.0640 antiga propr. de Giuseppe Lorenzini | 2004                                     | 24949,47   | 02 |
| CONSERVA                                        | 1930/9 | - diversos proprietários | 1943                                     | 80000,00   | 09 |
| CORDENONSI, VL.                                 | 1930/9 | - Cordenonsi, Irmãos Obs: parte da antiga Chác. Cordenonsi | 1943 1949                                | 118000,00  | 04 |
| CORDENONSI, VL.                                 | 1930/9 | - Duarte, Antonio Pinto - Duarte Filho, Francisco Pinto Obs: parte da antiga Chác. Cordenonsi | 1954 1959 1960                           | 170000,00  | 04 |
| CURIOS / VILA MATHIESEN (subdivisão de área)    | 1987   | - PMA Obs: Quadra 24.0026 parte da antiga Faz. Campo Belo | 1997                                     | 4927,34    | 10 |
| DAINESE, VL.                                    | 1951   | - Dainese, Gentile / Luiz e Berclamans Obs: parte do antigo Sítio da Gruta | 1959 1972                                | 76400,00   | 07 |
| DAINESE, VL.                                    | 1952   | - Mantovani, Fausto Obs: parte do antigo Sítio da Gruta | 1972                                     | 21000,00   | 07 |
| DAINESE, VL.                                    | 1966   | - Dainese, Gentile Obs: parte do antigo Sítio da Gruta | 1982 1987 1992 2003                      |            | 06 |
| DAINESE, VL. (SÍTIO DA GRUTA)                   | 1976   | - Dainese, Pedro e Gentile - Dantas da Gama, Henrique A. Obs: parte do antigo Sítio da Gruta | 1976                                     | 340329,50  | 06 |
| DAINESE, B.                                     | 1973   | - Buzzo, Theodoro | 1981 2000                                | 24549,50   | 06 |
| DENADAI, VL.                                    | 1963   | - Denadai, Aristides e Dionísio | 1963 prol.                               | 28100,00   | 08 |
| DOM PEDRO II, PQ.                               | 1959   | - Ortolan, Francisco - outros | 1978 1995 2003 2019                      | 224150,10  | 03 |
| DONA JUDITH, JD.                                | 2002   | - Jones, James R. (espólio) (Akel Part. Empr. S/C Ltda) Obs: Gleba 20.0580 | 2002                                     | 286054,47  | 07 |
| DONA ROSA, JD. RES.                             | 2007   | - Esplanada Com. Imobiliária Ltda Obs: Gleba 19.0980 antiga propr. de Antonio Zanaga Sobrinho parte da antiga Faz. São Jerônimo | 2007 prol. 2009 2011                     | 145200,00  | 06 |
| ÉDEN II, JD. DO                                 | 2025   | - Steinbruch, Eliezer - outros (Éden Proj. Imob. Ltda) Obs: Gleba 19.1000 antiga propr. de Indústrias Nardini |                                          | 402287,64  | 06 |
| ELVIRA, VL.                                     | 1970   | - Bryan, Elvira Obs: parte da antiga Chácara Gallo | 1970 prol. 1974 1988                     | 53960,00   | 09 |
| ESPERANÇA, JD.                                  | 2006   | - Airton Borelli & Cia Ltda (Anagro Agropec. Ltda) Obs: Gleba 11.0900 antiga propr. de Luiz Mirandola parte da antiga Fazenda Bom Recreio | 2007                                     | 227733,27  | 05 |
| ESPLANADA, JD.                                  | 2006   | - Agro Imobiliária Jaguari Ltda (Cemara Negócios Imob. Ltda) Obs: Gleba 15.0650 parte da antiga Faz. Salto Grande | 2006                                     | 103779,10  | 04 |
| FAZENDA JACYRA, RES. (subdivisão de área)       | 2016   | - LTB Incorp. Imóveis Ltda Obs: Gleba 27.0550 antiga propr. de João Frezzarin | 2017                                     | 179160,53  | 10 |
| FAZENDA SANTA LÚCIA                             | 1975   | - Faraone, Santino Obs: parte da antiga Faz. Santa Lúcia | 1988 1995 2003 2004                      | 49000,00   | 03 |
| FAZENDA SANTA LÚCIA                             | 1976   | - Tancredi, Ottávio Obs: parte da antiga Faz. Santa Lúcia | 1999                                     | 101157,00  | 03 |
| FLORBELA, JD.                                   | 2010   | - Najar, Omar (NAISA Najar Agric. Imob. S/A) Obs: Gleba 30.0570 antiga propr. de Ottávio Tancredi parte da antiga Faz. Santa Lúcia | 2016                                     | 71050,00   | 03 |
| FLORES, JD. DAS                                 | 1990   | - PMA Obs: Gleba 24.0800 antiga propr. de Antonio Pinto Duarte e outro parte da antiga Faz. Campo Belo | 1990 prol. 1997                          | 50704,87   | 10 |
| FRANCISCANGELIS, VL.                            | 1974   | - Franciscângelis, José - Franciscângelis Jr., Antonio | 1976 1982                                | 45301,70   | 04 |
| FREZZARIM, VL.                                  | 1946   | - Duarte, Antonio Pinto - Duarte Filho, Francisco Pinto | 1946 prol. 1949 1951 1952 1958 1960 1961 | 131880,00  | 08 |
| FREZZARIM, VL.                                  | 1951   | - Frezzarin, José Obs: parte do antigo Sítio Gonela | 1951 prol. 1960                          | 151065,00  | 08 |
| FREZZARIM, VL.                                  | 1954   | - Frezzarin, João - outros | 1963 1965                                | 57253,00   | 08 |
| FREZZARIM 2, VL.                                | 1963   | - Frezzarin, Alvaro Obs: parte do antigo Sítio Gonela | 1963 prol.                               | 56100,00   | 08 |
| FREZZARIM 3, VL.                                | 1965   | - Frezzarin, João e Rinaldo Obs: parte do antigo Sítio Gonela | 1965 prol.                               | 48698,00   | 08 |
| FREZZARIM 4, VL.                                | 1975   | - Frezzarin, Maria Portela Obs: parte do antigo Sítio Gonela | 1975 prol. 1976                          | 27486,00   | 08 |
| FREZZARIM, VL. (subdivisão de área)             | 2001   | - Frezzarin, Maria Portela Obs: Gleba 22.0690 parte do antigo Sítio Gonela | 2001 2003                                | 45533,90   | 08 |
| GALLO, VL.                                      | 1930/9 | - Gallo, Sebastião Obs: parte da antiga Chácara Gallo | 1940                                     | 64400,00   | 01 |
| GALLO, VL.                                      | 1937   | - Gallo, Sebastião Obs: parte da antiga Chácara Gallo | 1943 1952                                | 305000,00  | 09 |
| GALLO, VL.                                      | 1946   | - Gallo, Antonio Obs: parte da antiga Chácara Gallo | 1946 prol. 1960                          | 99900,00   | 09 |
| GALLO, VL.                                      | 1966   | - Gallo, Antonio Obs: parte da antiga Chácara Gallo | 1966 prol.                               | 12000,00   | 09 |
| GALLO, VL.                                      | 1952   | - Gallo, Bartolomeu Obs: parte da antiga Chácara Gallo | 1959                                     | 49200,00   | 09 |
| GALLO, VL. (subdivisão de área)                 | 1977   | - Gallo, Milton Alberto Obs: parte da antiga Chácara Gallo | 1977 prol. 1988                          |            | 09 |
| GALOS, VL. DOS                                  | 1965   | - Gallo, Carlos Obs: parte da antiga Chácara Gallo | 1974 1988                                | 71000,00   | 09 |
| GERÂNIOS, CONJ. HAB. (subdivisão de área)       | 1990   | - PMA Obs: Quadra 23.0077 | 1997                                     | 14360,54   | 10 |
| GLÓRIA, JD.                                     | 1979   | - Frezzarin, João (Imobiliária Antares Ltda) - Leite, Antonio Pereira | 1976 1979 prol. 1985 1987 1992 2000      | 165441,00  | 08 |
| GOBBO, VL.                                      | 1930/9 | - Gobbo, Irmãos | 1943                                     |            | 05 |
| GOBBO, VL.                                      | 1967   | - Gobbo, Paschoal (espólio) | 1967 prol. 1974                          |            | 05 |
| GOV. MARIO COVAS I, JD.                         | 2004   | - CDHU Obs: Gleba 19.0950 antiga propr. de Jair Faraone Zanaga e outro parte da antiga Faz. São Jerônimo | 2004                                     | 20247,01   | 06 |
| GOV. MARIO COVAS II, JD.                        | 2004   | - CDHU Obs: Gleba 19.0950 antiga propr. de Jair Faraone Zanaga e outro parte da antiga Faz. São Jerônimo | 2004                                     | 50022,00   | 06 |
| GOV. MARIO COVAS III, JD.                       | 2004   | - CDHU Obs: Gleba 19.0950 antiga propr. de Jair Faraone Zanaga e outro parte da antiga Faz. São Jerônimo | 2004                                     | 55767,47   | 06 |
| GRAMADO, PQ.                                    | 1978   | - Zanaga Sobrinho, Antonio (Principal Adm. Bens S/C Ltda) Obs: parte da antiga Faz. São Jerônimo | 1981 1982 1983                           | 443890,90  | 06 |
| GRASSI, VL.                                     | 1965   | - Grassi, Carlos / Antônio e Irineu | 1974                                     | 40870,00   | 09 |
| GUANABARA, JD.                                  | 1966   | - Cia, Eugênio | 1974                                     | 255341,00  | 07 |
| HELENA, JD.                                     | 1968   | - Cia, Antonio | 1971 1974                                | 36161,50   | 05 |
| HORTO FLORESTAL JACYRA - 1ª PARTE               | 1985   | - Tecelagem Jacyra Ltda (Com. Imobiliária Jacyra Ltda) Obs: Gleba 21.0500 parte da antiga Fazenda Jacyra | 1986 1987 1988 1990                      | 298206,12  | 08 |
| IATE CLUBE DE AMERICANA                         | 1966   | - Camargo, Odail Luiz Obs: parte da antiga Fazenda Boa Esperança |                                          | 242000,00  | 02 |
| IATE CLUBE DE CAMPINAS, JD.                     | 1969   | - Barbosa, Ruy de Almeida - outro |                                          | 32534,05   | 03 |
| IDEAL, PQ.                                      | 1946   | - Zanaga, Achilles | 1949 1952                                |            | 01 |
| IMPERADOR, JD.                                  | 1999   | - Gasparini, Joyce e Dalva Esporcate (Dejoy Imobiliária Ltda) Obs: Gleba 25.0750 antiga propr. de Alberto J. Piva parte do antigo Sítio Lagoa                                                                                                  | 1999                                     | 478781,50  | 03 |
| IPÊS AMARELOS, JD. DOS                          | 2007   | - Agro Imobiliária Jaguari Ltda (Cemara Negócios Imob. Ltda) Obs: Gleba 15.0690 parte da antiga Faz. Salto Grande | 2009                                     | 177164,73  | 04 |
| IPIRANGA, JD.                                   | 1953   | - Jafet, Nagib e outros (Imobiliária Bom Pastor S/A) | 1954 1974 1987                           | 1028057,60 | 08 |
| ISRAEL, LOT.                                    | 1976   | - Abraham, Werner Obs: parte de antiga Faz. Machadinho | 1983 1986 1992 1994                      | 45000,00   | 05 |
| JACYRA, JD.                                     | 2006   | - Tecelagem Jacyra Ltda (Com. Imobiliária Jacyra Ltda) Obs: Gleba 27.0580 | 2006 prol. 2009                          | 140150,71  | 10 |
| JAGUARI, PQ. RES. Mapa nº 02                    | 1998   | - Agro Imobiliária Jaguari S/A Obs: Gleba 15.0630 parte da antiga Faz. Salto Grande | 1998                                     | 892932,54  | 04 |
| JAIR FARAONE ZANAGA, LOT. IND.                  | 2015   | - Zanaga, Jair Faraone (espólio) (Di G. Zanaga Part. Empr. Ltda) Obs: Gleba 19.0960 parte da antiga Faz. São Jerônimo | 2021                                     | 418154,98  | 06 |
| JAIR FARAONE ZANAGA 2, PQ. RES.                 | 2022   | - Zanaga, Jair Faraone (espólio) (Di G. Zanaga Part. Empr. Ltda) Obs: Gleba 19.0960 parte da antiga Faz. São Jerônimo | 2023 2024                                | 987346,02  | 06 |
| JAIR FARAONE ZANAGA 3, PQ. IND.                 | 2016   | - Zanaga, Jair Faraone (espólio) (Di G. Zanaga Part. Empr. Ltda) Obs: Gleba 19.0960 parte da antiga Faz. São Jerônimo | 2019 2021 2022 2023 2024                 | 363417,05  | 06 |
| JOÃO MELINSK                                    | 1970   | - Melinsk, João | 1970 prol. 1988                          | 11100,00   | 09 |
| JONES, VL.                                      | 1936   | - Jones, James R. | 1936 prol. 1943                          | 114000,00  | 01 |
| JONES, VL.                                      | 1947   | - Oliveira Silva, Manoel | 1947 prol. 1949 1953 1965 1974           | 97000,00   | 07 |
| JONES, VL.                                      | 1952   | - Jones, James R. | 1952 prol. 1953 1959 1974 1998           | 60300,00   | 07 |
| JONES, VL.                                      | 1954   | - Associação São Vicente de Paula | 1959                                     | 25700,00   | 07 |
| LAGO, JD. DO                                    | 1990   | - PMA Obs: Gleba 26.1100 antiga propr. de Nilton P. Duarte | 1992 1993                                | 69317,60   | 03 |
| LETÔNIA, CH.                                    | 1975   | - Kalupniek, Alberto | 1978 1983                                | 72000,00   | 02 |
| LIBERDADE, PQ. DA                               | 1990   | - PMA Obs: Gleba 19.0870 antiga propr. de Jamil Anauati e Antonio Fioretti | 1992                                     | 572002,80  | 06 |
| LILAZES, CONJ. RES. (subdivisão de área)        | 1990   | - PMA Obs: Gleba 24.0760 antiga propr. de Husni S. Atallah parte da antiga Faz. Campo Belo | 1990 prol. 1993                          | 17753,65   | 10 |
| LINDARMA, RES.                                  | 1974   | - Indarma Artef. de Madeira Ltda Obs: parte de antiga Faz. Machadinho | 1974                                     | 15600,00   | 05 |
| LÍRIOS, JD. DOS                                 | 1996   | - PMA Obs: Gleba 24.0780 antiga propr. de Antonio Pinto Duarte e outro parte da antiga Faz. Campo Belo | 1996                                     | 291255,24  | 10 |
| LIZANDRA, JD.                                   | 1975   | - Linardi, Marcos A. Nogueira Obs: antiga propr. de Eugênio Cia | 1978 1979                                | 68677,00   | 07 |
| LOURDES, VL.                                    | 1955   | - Macarenco, Trofim - Covalenco, Gregório | 1973 1974                                | 65300,00   | 04 |
| LOURICILDA, VL.                                 | 1951   | - De Cillo, Raphael | 1959 1970                                | 60500,00   | 07 |
| LUCIANE, JD.                                    | 1979   | - Santarosa Filho, João Obs: Gleba 10.0520 parte do antigo Sítio São Luiz | 1985 1987 1992 1994 1997                 | 76172,78   | 05 |
| LUCÍLIA, CH.                                    | 1970   | - Oliveira, Agnaldo Obs: parte do antigo Sítio Tapera | 1978                                     | 194000,00  | 02 |
| MACHADINHO, PQ. IND.                            | 1973   | - Plaas, Dieter Werner - outros Obs: parte de antiga Faz. Machadinho | 1986                                     | 215000,00  | 05 |
| MACHADO, CH.                                    | 1979   | - Machado, José de Campos Obs: Gleba 25.0700 | 1988                                     | 37424,85   | 03 |
| MANGUEIRAS, PQ. DAS                             | 1981   | - Zanaga, João (espólio) (Ronizam Constr. Adm. Ltda) Obs: parte do antigo Sítio Tapera | 1985 2003                                | 186346,00  | 02 |
| MANTOVANI, CH.                                  | 1975   | - Mantovani, Arnaldo / Rubens e Linei | 2003                                     | 91000,00   | 02 |
| MARCIA CRISTINA, JD.                            | 1974   | - Gallo, Antonio Obs: parte da antiga Chácara Gallo | 1974 1988                                | 72167,27   | 09 |
| MARGARIDA, VL.                                  | 1955   | - Von der Leyen, Margarida Obs: parte da antiga Chácara Dona Margarida | 1974                                     | 26753,17   | 04 |
| MARGARIDA, VL.                                  | 1966   | - Von der Leyen, Margarida Obs: parte da antiga Chácara Dona Margarida | 1974 1987 1988 2006                      | 52700,00   | 04 |
| MARIA JOANA CRIVELLONE ABRÃO, IND.              | 1975   | - Abrão, Maria J. Crivellone | 1984 1985                                | 97000,00   | 05 |
| MARIANA, VL.                                    | 1974   | - Elias, José Orlando e Oswaldo Obs: parte da antiga Chácara Dona Margarida | 1974 1994                                | 197649,30  | 04 |
| MARINHO FERREIRA JORGE, LOT.                    | 1951   | - Ferreira Jorge, Marinho | 1980 1981 1985 1987                      |            | 03 |
| MASSUCHETTO, VL.                                | 1955   | - Massuchetto, Carlos (espólio) | 1955 prol. 1959                          | 49400,00   | 07 |
| MATA, JD. DA                                    | 2004   | - COOPERTETO Obs: Gleba 28.0500 antiga propr. de Attílio Gottardi | 2004 2006                                | 163570,80  | 03 |
| MATHIESEN, VL.                                  | 1955   | - Matthiesen, Erik Obs: parte da antiga Faz. Campo Belo | 1974                                     | 279420,00  | 10 |
| MAULE, VL.                                      | 1965   | - Maule, Wladimiro | 1965 prol.                               | 23400,00   | 04 |
| MEDON, VL.                                      | 1930/9 | - Medon, Eduardo | 1942 1949 1960                           | 38400,00   | 01 |
| MEDON, VL.                                      | 1952   | - Frezzarin, Antonio (espólio) | 1968                                     | 10455,10   | 08 |
| MIRANDOLA, JD.                                  | 1997   | - Mirandola, Geraldo (Empreendimentos Imob. Nova Itália S/C Ltda) Obs: Gleba 11.0925 parte da antiga Fazenda Bom Recreio | 1997                                     | 245381,70  | 05 |
| MIRIAM, JD.                                     | 1980   | - Saleme, Alfredo e André Obs: Gleba 20.0540 | 1976 1984 1986 1994                      | 41329,90   | 07 |
| MOLLON, VL.                                     | 1954   | - Mollon, Antonio | 1985                                     | 107949,44  | 08 |
| MOLLON, JD.                                     | 1956   | - Mollon, Ferdinando | 1985                                     | 58798,00   | 08 |
| MONTE CARLO                                     | 1954   | - Leite de Camargo, José e Antonio Obs: parte do antigo Sítio Olho d'Água | 1954                                     | 48590,00   | 03 |
| MORADA DO SOL                                   | 1988   | - Zanaga, Antonio - Zanaga, João - Zanaga, Dante (sucessores) (Lupa Imóveis Ltda) (Wallpart Ass. Part. Empr. S/C Ltda) Obs: Gleba 16.0520 parte da antiga Faz. São Domingos                                                                    | 1988 1989 1990 1991 1992 1993            | 682000,00  | 06 |
| NAÇÕES, PQ. DAS                                 | 1986   | - Zanaga, Antonio - Zanaga, João - Zanaga, Dante (sucessores) (Lupa Imóveis Ltda) (Wallpart Ass. Part. Empr. S/C Ltda) Obs: Gleba 16.0520 parte da antiga Faz. São Domingos                                                                    | 1987 2020                                | 620946,04  | 06 |
| NAJAR, VL.                                      | 1961   | - Najar, Abdo | 1961 prol. 1974                          | 112625,65  | 04 |
| NARDINI, PQ. RES.                               | 1975   | - Indústrias Nardini S/A | 1976                                     | 434871,10  | 08 |
| NASCENTES BOER, JD.                             | 2022   | - Boer, José - outros Obs: Gleba 35.0610 parte do antigo Sítio São José | 2022 2023                                | 95573,10   | 02 |
| NIELSEN VILLE, JD.                              | 1996   | - Matthiesen, Erik e João Nielsen (Nielsen Empr. Imob. Terrap. Ltda) Obs: Gleba 23.0650 parte da antiga Faz. Campo Belo | 1996                                     | 325730,00  | 10 |
| NOSSA SENHORA APARECIDA, JD. (PROFILURB)        | 1979   | - PMA Obs: Gleba desapropr. antiga propr. de NAISA Najar Agrícola e Imobiliária S/A | 1982 1983 1987 2003                      | 204365,95  | 02 |
| NOSSA SENHORA DE FÁTIMA, JD.                    | 1975   | - Oliveira, Agnaldo (Imobiliária Anhanguera S/A) Obs: antiga propr. de Werner A. Plaas parte de antiga Faz. Machadinho | 1976 1982                                | 309709,00  | 05 |
| NOSSA SENHORA DE FÁTIMA 2ª PARTE, IND.          | 1980   | - Abrão, Maria J. Crivellone Obs: Gleba 11.1050 | 1985 1986                                | 82627,02   | 05 |
| NOSSA SENHORA DO CARMO, JD.                     | 1975   | - Krauklit, Pedro | 1975 prol. 1976 1987                     | 275000,00  | 04 |
| NOVA ALIANÇA, JD.                               | 2018   | - ASTA Obs: Gleba 30.0810 antiga propr. de Francisco Ortolan parte da antiga Faz. Santa Lúcia | 2020 2022 2023 2024                      | 160747,32  | 03 |
| NOVA AMERICANA, JD.                             | 1951   | - Duarte, Antonio Pinto - Duarte Filho, Francisco Pinto | 1951 prol. 1955 1956 1958 1959 1986      | 224000,00  | 09 |
| NOVA AMERICANA, JD.                             | 1955   | - Duarte, Antonio Pinto - Duarte Filho, Francisco Pinto | 1955 prol. 1956 1958 1959 1986           | 101000,00  | 09 |
| NOVA AMERICANA, JD.                             | 1964   | - Fenley, Paulo A. e Hiram Lee | 1964 prol. 1986                          | 24270,07   | 09 |
| NOVA AMERICANA, VL.                             | 1953   | - Matthiesen, Carlos - outros | 1959                                     | 15800,00   | 09 |
| NOVA AMERICANA, VL.                             | 1953   | - Matthiesen, Erik - Jensen, Niels | 1959                                     | 15600,00   | 09 |
| NOVA CARIOBA, PQ. Mapa nº 02                    | 2002   | - Agro Imobiliária Jaguari S/A (Nova Carioba Neg. Part. Ltda) Obs: Gleba 15.0630 parte da antiga Faz. Salto Grande | 2002                                     | 765974,69  | 04 |
| NOVA ESPERANÇA, VL.                             | 2010   | - ASTA Obs: Gleba 28.0520 antiga propr. de Fioravante Gottardi | 2012 2022                                | 42763,31   | 03 |
| NOVO GIRASSOL, JD.                              | 1976   | - Cecchino, Carlos Augusto | 1976                                     | 11458,50   | 08 |
| NOVO HORIZONTE, JD.                             | 2004   | - COOPERTETO Obs: Gleba 16.0550 antiga propr. de Santa Mônica S/A Adm. Ind. Com. | 2004                                     | 61872,75   | 07 |
| NOVO MUNDO, PQ. Mapa nº 02                      | 1980   | - Usina Açucareira de Cillo S/A - Pontello, Mário / José e Carlos (Irmãos Pontello Imóveis Ltda) - Pontello, Antonio (espólio) (Palmira Bettin Pontello Imóveis Ltda) - Matthiesen, Erik e João Nielsen (Matthiesen & Matthiesen Imóveis Ltda) | 1984                                     | 1200723,26 | 10 |
| NOVO PARAÍSO, JD.                               | 2004   | - ASTA Obs: Gleba 35.0550 antiga propr. de Francisco Cia | 2004                                     | 121070,00  | 02 |
| NURA, VL.                                       | 1975   | - NAISA Najar Agrícola e Imobiliária S/A | 1975 prol.                               | 33100,00   | 04 |
| OLHO D'ÁGUA, JD.                                | 2025   | - Faraone Empr. Imob. SPE Ltda Obs: Gleba 30.0560 antiga propr. de Santino Faraone parte da antiga Faz. Santa Lúcia |                                          | 142419,91  | 03 |
| OMAR, VL.                                       | 1974   | - NAISA Najar Agrícola e Imobiliária S/A | 1974 1991                                | 47428,78   | 07 |
| ORQUÍDEAS, JD. DAS                              | 2006   | - Zanaga, Jair Faraone e outro (Quilombo Cons. Part. Ltda) Obs: Gleba 19.0950 parte da antiga Faz. São Jerônimo | 2006                                     | 269251,73  | 06 |
| PÂNTANO, VL.                                    | 1954   | - Pântano, Antonio | 1985 1989                                | 132406,90  | 08 |
| PARAISO, VL.                                    | 1930/9 | - diversos proprietários |                                          |            | 08 |
| PARAISO, VL.                                    | 1947   | - Duarte, Antonio Pinto - Duarte Filho, Francisco Pinto | 1947 prol. 1950                          |            | 01 |
| PARAISO, B.                                     | 1951   | - Suzigan, Jácomo | 1951 prol. 1965                          |            | 08 |
| PARAISO, VL.                                    | 1951   | - Duarte, Antonio Pinto - Duarte Filho, Francisco Pinto | 1960                                     | 36496,60   | 08 |
| PARAISO, VL.                                    | 1951   | - Duarte, Antonio Pinto - Duarte Filho, Francisco Pinto | 1960                                     | 27516,00   | 08 |
| PAU BRASIL, JD.                                 | 2013   | - Agro Imobiliária Jaguari Ltda (Parque A. M. Cosmos Neg. Imob. Ltda) Obs: Gleba 15.0700 parte da antiga Faz. Salto Grande | 2015 2016 2022                           | 242402,82  | 04 |
| PAULISTA, JD.                                   | 1979   | - Frezzarin, João e Rinaldo (Imob. Gonela S/C Ltda) Obs: Gleba 22.0610 | 1985 1986 1987                           | 130000,00  | 08 |
| PAULISTA, JD.                                   | 1980   | - Zanaga, Jair Faraone - Zeitlin, Michael Paul | 1984                                     | 63796,81   | 07 |
| PAULISTANO, JD.                                 | 1953   | - Atallah, Husni Sadallah - Atallah, Jamil | 1967 1973 1974 1996                      | 341760,70  | 07 |
| PAVAN, VL.                                      | 1946   | - Pavan, Vicente | 1949 1951 1958                           | 73200,00   | 01 |
| PAZ, JD. DA                                     | 1990   | - PMA Obs: Gleba 19.0980 antiga propr. de Antonio Zanaga Sobrinho parte da antiga Faz. São Jerônimo | 1992                                     | 484724,63  | 06 |
| PHILLIPSON PARK, JD.                            | 2007   | - Steinbruch, Dorothea (CIPLA Serv. Empr. Imob. S/C Ltda) Obs: Gleba 35.0550 antiga propr. de Francisco Cia | 2010 2011 2015                           | 242000,00  | 02 |
| PINHEIROS, JD. DOS                              | 2012   | - Agro Imobiliária Jaguari Ltda (Parque Nova Gamma Empr. Imob. Ltda) Obs: Gleba 15.0670 parte da antiga Faz. Salto Grande | 2015 2016                                | 160843,57  | 04 |
| PLANALTO, JD.                                   | 1975   | - Mihran & Karnick Nahas Obs: antiga propr. de Hermenegildo Frezzarin (espólio) | 1975 prol.                               | 43441,13   | 08 |
| PORTAL DA COLINA, JD.                           | 2006   | - Plaas Jones, Anne Luise - Jones, David Watkin (espólios) (K P Empr. Ltda) Obs: Gleba 07.0750 parte de antiga Faz. Machadinho | 2006                                     | 119521,96  | 05 |
| PORTAL DO SOL, JD.                              | 2023   | - Anagro Portal do Sol Empr. Imob. Ltda Obs: Gleba 07.0710 antiga propr. de José Santarosa parte de antiga Faz. Machadinho | 2025                                     | 115968,16  | 05 |
| PORTAL DOS NOBRES                               | 1977   | - Janjon, Artur Valter | 1988 1990 1992 1993 1996                 | 290400,00  | 03 |
| PORTAL DOS NOBRES II                            | 1988   | - Janjon, Artur Valter Obs: Gleba 25.0770 antiga propr. de Agostinho Piva (sucessores) parte do antigo Sítio Lagoa |                                          | 145778,35  | 03 |
| PRAIA DOS NAMORADOS                             | 1962   | - Dei Santi, Orlando Obs: parte do antigo Sítio Tapera | 1978                                     | 87091,65   | 02 |
| PRAIA DOS NAMORADOS, RES. (JUNTO AO SEARA)      | 1974   | - Marques dos Santos, Antonio - outros | 1985                                     | 36616,00   | 02 |
| PRAIA DOS NAMORADOS, RES.                       | 1984   | - Cury, Maria Batrum - Cury Azem, Maria Júlia Obs: antiga propr. de Antonio C. Boer (espólio) parte do antigo Sítio São José | 1985 1986 2003 2004                      | 242000,00  | 02 |
| PREF. ABDO NAJAR 1ª PARTE, LOT. IND.            | 1991   | - PMA Obs: Gleba 36.0600 antiga propr. de Fábrica de Tecidos Carioba S/A parte da antiga Faz. Salto Grande | 1992                                     | 242000,02  | 02 |
| PREF. ABDO NAJAR 2ª PARTE, LOT. IND.            | 1991   | - PMA Obs: Gleba 36.0600 antiga propr. de Fábrica de Tecidos Carioba S/A parte da antiga Faz. Salto Grande | 1992                                     | 214971,58  | 02 |
| PREF. CID AZEVEDO MARQUES, JD. IND.             | 2002   | - PMA Obs: Gleba 12.1400 | 2003                                     | 170421,00  | 04 |
| PRIMAVERA, PQ.                                  | 1980   | - Cia, Guerino Obs: Gleba 11.0710 | 1986 2003                                | 137067,11  | 02 |
| PRIMAVERA, JD.                                  | 1981   | - Bacchin, Valentin (Terraforte Empr. Imob. S/C Ltda) Obs: parte da antiga Faz. Campo Belo | 1984 1986                                | 67559,62   | 10 |
| PROGRESSO, JD.                                  | 1954   | - Cia, Gildo / Guerino e Antonio | 1971 1974 2004                           | 122000,00  | 07 |
| PROGRESSO, JD.                                  | 1955   | - Lacis, André e Lídia Kalupniek | 1971 1976 1988                           | 85500,00   | 05 |
| QUATRO ESTAÇÕES, JD.                            | 2023   | - Insp. Salesiana de São Paulo - outros Obs: Gleba 27.0600 antiga propr. de Tecelagem Jacyra Ltda parte da antiga Fazenda Jacyra | 2025                                     | 120000,00  | 10 |
| QUINTA DOS ROMEIROS, JD.                        | 2020   | - Clube Cavaleiros de Americana (Quinta dos Romeiros Com. Adm. Bens Ltda) Obs: Gleba 30.0690 antiga propr. de Álvaro de Toledo Barros | 2020 prol. 2023 2024 2025                | 481191,67  | 03 |
| RASMUSSEN, VL.                                  | 1946   | - Rasmussen, Francisco | 1946 prol.                               | 77000,00   | 09 |
| RASMUSSEN, VL.                                  | 1950   | - Rasmussen, Martinho | 1950 prol. 1955 1956 1958 1959           | 158000,00  | 09 |
| RECANTO, JD.                                    | 1963   | - Oliveira, Agnaldo | 1963 prol. 1974                          | 31000,00   | 09 |
| RECANTO AZUL, GL.                               | 1974   | - Iemini, José Roberto - outros | 1985                                     | 59800,00   | 03 |
| RECANTO JATOBÁ                                  | 1972   | - Santarosa, Aurélio Obs: parte do antigo Sítio Tapera | 1978                                     | 96163,50   | 02 |
| RECANTO VISTA ALEGRE                            | 1981   | - NAISA Najar Agrícola e Imobiliária S/A Obs: parte da antiga Faz. Salto Grande | 2000 2001 2003 2004 2005 2006            | 139301,90  | 02 |
| REHDER, VL.                                     | 1926   | - Rehder, Bento - outros | 1926                                     | 72727,00   | 01 |
| REHDER, VL.                                     | 1930/9 | - Marques, Irmãos |                                          |            | 01 |
| REMANSO AZUL                                    | 1975   | - J.F. Sociedade Civil Ltda Obs: antiga propr. de Antonio Piva | 1978 1986 2004                           | 99735,00   | 03 |
| RIVIERA TAMBORLIM                               | 1970   | - Tamborlim, João Obs: parte da antiga Fazenda Boa Esperança | 1978                                     | 100513,00  | 02 |
| SAN PIETRO, VL.                                 | 2008   | - Trotta, Pietro e Lídia Maria Dias (Construplan Incorp. Planej. Imob. Ltda) Obs: Gleba 21.0520 antiga propr. de Indústrias Nardini | 2009 2010                                | 39706,50   | 08 |
| SANTA CATARINA, VL.                             | 1946   | - Fortunato, Thomaz | 1946 prol. 1950 1952 1953                | 170000,00  | 09 |
| SANTA CATARINA, VL.                             | 1950   | - Jensen, Nicolau Obs: parte do antigo Sítio Boa Vista | 1950 prol.                               | 46000,00   | 09 |
| SANTA CATARINA 2, VL.                           | 1964   | - Jensen, Nicolau Obs: parte do antigo Sítio Boa Vista | 1964 prol.                               | 7500,00    | 09 |
| SANTA CATARINA 3, VL.                           | 1975   | - Fortunato, Thomaz Obs: parte do antigo Sítio Boa Vista | 1975 prol. 1986                          | 14848,00   | 09 |
| SANTA CATARINA 3, VL.                           | 1975   | - Bazanelli, Pedro - outros Obs: antiga propr. de Nicolau Jensen parte do antigo Sítio Boa Vista | 1975 prol.                               | 19494,00   | 09 |
| SANTA ELIZA, JD.                                | 1980   | - Tecelagem Santa Eliza S/A Obs: parte da antiga Fazenda Barroca | 1999 2002 2003 2004                      | 155892,75  | 02 |
| SANTA INES, VL.                                 | 1971   | - Boschiero, Inês | 1974 1989                                | 57934,75   | 07 |
| SANTA LÚCIA, JD.                                | 2010   | - Zanaga, Roseni Di Grazia e outros (Zanaga Empr. Imob. Ltda) Obs: Gleba 29.0530 antiga propr. de Lúcia Faraone parte da antiga Faz. Santa Lúcia                                                                                               | 2015 2016                                | 201185,80  | 03 |
| SANTA MARIA, VL.                                | 1953   | - Fortunato, Thomaz | 1973 1974                                | 245000,00  | 07 |
| SANTA MONICA, VL.                               | 1930/9 | - diversos proprietários | 1943                                     |            | 05 |
| SANTA MONICA, VL.                               | 1947   | - Tinturaria e Estamparia Santa Mônica Ltda | 1987 1992                                |            | 05 |
| SANTA MONICA, JD.                               | 1955   | - Duarte, Antonio Pinto - Duarte Filho, Francisco Pinto Obs: parte da antiga Chácara Leitão | 1968 1974 2004 2015                      | 88433,48   | 07 |
| SANTA PAULA, RES.                               | 1982   | - Tancredi, Ottávio Obs: Gleba 26.0690 parte da antiga Faz. Santa Lúcia |                                          | 15349,00   | 03 |
| SANTA SOFIA, JD.                                | 1966   | - CITRA Cia. Ind. Tec. Rayon Americana S/A | 1966 prol. 1971 1974                     | 109845,00  | 05 |
| SANTANA, JD.                                    | 1954   | - Brechmacher, Henrique R. G. A. | 1960 1970                                |            | 05 |
| SANTANA 2, JD.                                  | 1967   | - Brechmacher, Henrique R. G. A. | 1967 prol. 1970                          | 251193,00  | 05 |
| SANT'ANGELO, VL.                                | 1966   | - Fortunato, Thomaz | 1966 prol. 1970                          | 69034,00   | 05 |
| SANTAROSA, JD.                                  | 1972   | - Santarosa, Claro | 1977 1978 1990                           | 32365,00   | 05 |
| SANTAROSA, JD.                                  | 1987   | - Santarosa, Claro Obs: Gleba 10.0550 parte do antigo Sítio São Luiz | 1992                                     | 9000,00    | 05 |
| SANTO ANTONIO, VL.                              | 1951   | - Fortunato, Thomaz | 1951 prol. 1960                          | 113000,00  | 08 |
| SANTO ANTONIO, VL.                              | 1973   | - Iemini, José Roberto | 1973 prol.                               | 17000,00   | 08 |
| SANTO ANTONIO, JD.                              | 1961   | - Ortolan, Francisco - Frizzo, José - outro | 1978 1987 1996 2004 2006                 | 60500,00   | 03 |
| SÃO BENEDITO, JD.                               | 1970   | - Piva Sobrinho, Antonio | 1978                                     | 64000,00   | 03 |
| SÃO DOMINGOS, B.                                | 1950   | - Gobbo, José | 1970                                     |            | 07 |
| SÃO DOMINGOS, B.                                | 1950   | - Jones, James R. | 1960 1974                                |            | 07 |
| SÃO DOMINGOS, B.                                | 1951   | - Santarosa, Aurélio | 1960 1974                                |            | 07 |
| SÃO DOMINGOS, B.                                | 1955   | - Mantovani, Irmãos | 1970                                     |            | 07 |
| SÃO DOMINGOS, B.                                | 1961   | - Santarosa, Aurélio | 1968 1985 1986 1996                      | 51627,08   | 07 |
| SÃO DOMINGOS, JD.                               | 1954   | - Nardini, Alfredo / Fortunato e Domingos Niels (Imobiliária Mat. Constr. São Domingos Ltda) Obs: parte da antiga Faz. São Domingos | 1970 1974                                | 75774,00   | 07 |
| SÃO DOMINGOS I, JD.                             | 1954   | - Zanaga, Antonio - Zanaga, João Obs: parte da antiga Faz. São Domingos | 1974                                     | 93823,11   | 07 |
| SÃO DOMINGOS II, JD.                            | 1954   | - Zanaga, Antonio - Zanaga, João - Zanaga, Dante Obs: parte da antiga Faz. São Domingos | 1974                                     | 86840,14   | 07 |
| SÃO FRANCISCO, CH.                              | 1975   | - Cia, Francisco | 1979                                     | 49000,00   | 02 |
| SÃO JERONIMO I, PQ. RES.                        | 1981   | - Zanaga Sobrinho, Antonio (Imobiliária São Jerônimo S/C Ltda) Obs: parte da antiga Faz. São Jerônimo | 1982 1984 1985                           | 293337,91  | 06 |
| SÃO JERÔNIMO I, CONJ. HAB. (subdivisão de área) | 1990   | - PMA Obs: Quadra 19.0166 parte da antiga Faz. São Jerônimo | 1989                                     | 18608,13   | 06 |
| SÃO JOSÉ, JD.                                   | 1981   | - Frezzarin, Alvaro (Frezzarin Empr. Imob. Ltda) Obs: Gleba 27.0560 | 1984 1985 1986 1987 1988 1989 1990       | 127149,00  | 10 |
| SÃO JOSÉ (PRAIA AZUL), JD.                      | 1959   | - Ortolan, Francisco - Frizzo, José | 1978                                     | 50412,50   | 03 |
| SÃO LUIZ                                        | 1974   | - Santarosa, Egisto e Ângelo Obs: parte do antigo Sítio São Luiz | 1974 1978 2002                           | 737174,60  | 05 |
| SÃO LUIZ (desmembramento de área)               | 1978   | - Boer Cerione, Waldomira | 1987                                     |            | 05 |
| SÃO MANOEL, B.                                  | 1950   | - Ossis, Aleksander | 1957                                     | 263000,00  | 04 |
| SÃO MANOEL, VL.                                 | 1952   | - Giordano, Emílio | 1970                                     | 10500,00   | 04 |
| SÃO MANOEL, VL.                                 | 1954   | - Mori, Segundo | 1970                                     | 13400,00   | 04 |
| SÃO PAULO, JD.                                  | 1954   | - Frezzarin, João - outros | 1963                                     | 227000,00  | 08 |
| SÃO PAULO 2, JD.                                | 1961   | - Frezzarin, João - outros | 1963                                     | 183555,00  | 08 |
| SÃO PAULO 3, JD.                                | 1965   | - Frezzarin, Maria Portela | 1965 prol. 1974                          | 70324,00   | 08 |
| SÃO PAULO 4, JD.                                | 1974   | - Frezzarin, Alvaro | 1974 prol.                               | 71661,14   | 08 |
| SÃO PEDRO, JD.                                  | 1966   | - Jensen, Niels Obs: parte do antigo Sítio Boa Vista | 1966 prol. 1968 1974                     | 113295,00  | 09 |
| SÃO PEDRO, VL.                                  | 1966   | - Jensen Elias, Joana - Elias, Nacim Obs: parte do antigo Sítio Boa Vista | 1966 prol. 1968 1974                     | 73256,00   | 09 |
| SÃO ROQUE, JD.                                  | 1963   | - Fortunato, Thomaz Obs: parte do antigo Sítio da Gruta | 1972 1974                                | 179065,00  | 06 |
| SÃO SEBASTIÃO, JD.                              | 1953   | - Rabello de Mello, Elpídio Obs: parte da antiga Fazenda Santa Angélica | 1978                                     | 82610,87   | 03 |
| SÃO VITO, B.                                    | 1950   | - Ardito, Baptista Obs: parte do antigo Sítio São Vito | 1957 1970 1974                           | 85800,00   | 04 |
| SÃO VITO, B. Mapa antigo                        | 1971   | - Duarte, Antonio Pinto - Duarte Filho, Francisco Pinto | 1973 1974                                | 132487,00  | 04 |
| SÃO VITO (ANTONIO FRANCISCANGELIS), B.          | 1951   | - Franciscângelis, Antonio | 1957 1961 1970 1971 1974 1976            | 159000,00  | 04 |
| SÃO VITO, JD.                                   | 1954   | - Ardito, Baptista e Paschoal | 1961 1984                                | 55300,00   | 04 |
| SÃO VITO, JD.                                   | 1955   | - Ardito, Baptista e Paschoal | 1971                                     | 40800,00   | 05 |
| SÃO VITO, VL.                                   | 1962   | - Motta, Arnaldo | 1970 1974 1976                           | 24100,00   | 04 |
| SÃO VITOR, B.                                   | 1950   | - Nepuzlan Rodrigues, Izaura | 1957 1974                                | 26814,80   | 04 |
| SÃO VITOR, B.                                   | 1951   | - Ruttulls, Jacob | 1957                                     | 47800,00   | 04 |
| SIGISFREDO BOER, IND.                           | 1975   | - Boer, Sigisfredo | 1984 1985 1986 1987 1988                 | 77000,00   | 05 |
| TANCREDI, PQ. RES.                              | 1984   | - Tancredi, João Carlos e outro (Tancredi Agrícola e Imobiliária S/C Ltda) Obs: parte da antiga Faz. Santa Lúcia | 1999 2001 2002 2003 2005                 | 296703,52  | 03 |
| TERRAMÉRICA I, JD.                              | 2007   | - Tecelagem Jacyra Ltda (Terramérica Empr. Imob. SPE Ltda) Obs: Gleba 27.0640 parte da antiga Fazenda Jacyra | 2007 prol. 2010 2011 2014 2015           | 302185,67  | 10 |
| TERRAMÉRICA II, JD.                             | 2008   | - Tecelagem Jacyra Ltda (TCS Empr. Imob. SPE Ltda) Obs: Gleba 27.0500 parte da antiga Fazenda Jacyra | 2008 prol. 2010 2011 2012 2014 2015      | 227774,02  | 10 |
| TERRAMÉRICA III, JD.                            | 2008   | - Tecelagem Jacyra Ltda (Terramérica Empr. Imob. SPE Ltda) Obs: Gleba 27.0640 parte da antiga Fazenda Jacyra | 2008 prol. 2010 2011 2012 2015           | 289353,55  | 10 |
| TERRAZUL AM, JD.                                | 2022   | - Terrazul AM SPE Ltda Obs: Gleba 11.0900 antiga propr. de Luiz Mirandola parte da antiga Fazenda Bom Recreio | 2022 prol. 2023 2024                     | 83599,46   | 05 |
| THELJA, JD.                                     | 1964   | - Fenley Antas de Abreu Pocai, Nilda - Pocai, Levy | 1974                                     | 46220,00   | 10 |
| TONICA, JD.                                     | 1965   | - Cecchino, Luiz Augusto Filippi - Zabani, Munir | 1965 prol.                               | 29752,50   | 08 |
| TRIPOLI, JD.                                    | 2006   | - Abrão, Maria J. Crivellone (espólio) (Newland Empr. Imob. Ltda) Obs: Gleba 11.1050 | 2006                                     | 250802,32  | 05 |
| UNIVERSITÁRIO, PQ.                              | 2002   | - Usina Açucareira de Cillo S/A (Agrícola Cillo - Boa Esperança Ltda) Obs: Gleba 23.0720 | 2002                                     | 665456,66  | 10 |
| VALE DAS NOGUEIRAS                              | 1986   | - NAISA Najar Agrícola e Imobiliária S/A Obs: Gleba 36.0580 parte da antiga Faz. Salto Grande | 1989 1990 1992 2003                      | 830572,60  | 02 |
| VALE DAS PAINEIRAS, RES.                        | 1982   | - Bertini, José Geraldo e outros (Bertini Imóveis Adm. Empr. Ltda) Obs: Gleba 35.0520 | 1995 2002 2003                           | 239202,20  | 02 |
| VALE DO RIO BRANCO                              | 1976   | - Tamborlim, João (Levy Só Imóveis S/C Ltda) - outros | 1987 1990 1994 2001                      | 56394,00   | 07 |
| VILA BELA, JD.                                  | 1990   | - PMA Obs: Gleba 36.0500 antiga propr. de Agro Imobiliária Jaguari S/A e de José Alfio Piason parte da antiga Faz. Salto Grande | 1994 1995 1996 2002                      | 197902,00  | 02 |
| VILLAGIO, JD.                                   | 2006   | - Anagro Agropecuária Ltda Obs: Gleba 35.0590 antiga propr. de José G. Bertini | 2014                                     | 214130,76  | 02 |
| VILLAGIO II, JD.                                | 2006   | - Anagro Agropecuária Ltda Obs: Gleba 35.0590 antiga propr. de Guerino Cia | 2009 2013                                | 158777,03  | 02 |
| VITÓRIA, VL.                                    | 2004   | - ASTA Obs: Gleba 23.0670 antiga propr. de Erik e João Nielsen Matthiesen parte da antiga Faz. Campo Belo | 2004 2006                                | 36379,16   | 10 |
| WERNER PLAAS, COLINA                            | 1973   | - Plaas, Dieter Werner - outros Obs: parte de antiga Faz. Machadinho | 1974                                     | 68608,00   | 05 |
| WERNER PLAAS II, COLINA                         | 1975   | - Plaas, Dieter Werner - outros Obs: parte de antiga Faz. Machadinho | 1983 1984                                | 75483,00   | 05 |
| WERNER PLAAS III, COLINA                        | 1977   | - Plaas, Dieter Werner (Werner Plaas Adm. Empr. Ltda) - outros (Com. Constr. WL Ltda) Obs: parte de antiga Faz. Machadinho | 1983 1984                                | 23327,60   | 05 |
| WERNER PLAAS IV, COLINA                         | 1977   | - Plaas, Dieter Werner (Werner Plaas Adm. Empr. Ltda) - outros (Com. Constr. WL Ltda) Obs: parte de antiga Faz. Machadinho | 1983 1984                                | 131768,64  | 05 |
| WERNER PLAAS V, COLINA                          | 1980   | - Plaas, Dieter Werner (Werner Plaas Adm. Empr. Ltda) - outros (JOPLA Empr. Cons. Ltda) Obs: Gleba 07.0750 parte de antiga Faz. Machadinho | 1983 1984                                | 111989,45  | 05 |
| WERNER PLAAS VI - 1ª PARTE, COLINA              | 1983   | - Plaas, Dieter Werner (Werner Plaas Adm. Empr. Ltda) - outros (JOPLA Empr. Cons. Ltda) (WPA Cobr. S/C Ltda) Obs: Gleba 07.0750 parte de antiga Faz. Machadinho                                                                                | 1983 prol. 1984                          | 121582,45  | 05 |
| WERNER PLAAS, LOT. IND. JD.                     | 1992   | - Plaas, Dieter Werner (WPA Empr. S/C Ltda) Obs: Gleba 07.0750 parte de antiga Faz. Machadinho | 1992                                     | 375064,94  | 05 |
| WERNER PLAAS VII, JD.                           | 2006   | - Plaas, Dieter Werner (Werner Plaas Adm. Empr. Ltda) Obs: Gleba 07.0750 parte de antiga Faz. Machadinho | 2010                                     | 77387,50   | 05 |
| ZANINI, VL.                                     | 1952   | - Zanini, Constantino | 1968 1970                                | 20300,00   | 07 |

## Loteamentos futuros e em regularização
Loteamentos em fase de aprovação e de regularização:
| Loteamento             | Proprietário(s) / Loteadora(s) | Área (m2) | AP |
| ---------------------- | --- | --------- | -- |
| BARRA DO CISNE II, JD. | - Zanaga, Jair Faraone e outro (Quilombo Cons. Empr. Part. Ltda) Obs: Gleba 29.0550 antiga propr. de Genoeffa Faraone Zanaga parte da antiga Faz. Santa Lúcia | 200400,85 | 03 |
| ÉDEN I, JD. DO         | - Steinbruch, Eliezer Obs: Gleba 19.1000 antiga propr. de Indústrias Nardini                                                                                  | 291265,61 | 06 |
| FLORENCE, JD.          | - AVT Americana Empr. Imob. Ltda Obs: Gleba 23.0750 parte do antigo Sítio Filipada                                                                            | 174153,42 | 10 |
| MONTE VERDE            | - Agro Imobiliária Jaguari Ltda Obs: Gleba 39.0600 parte da antiga Faz. Salto Grande                                                                          | 887530,50 |    |
| PACAEMBU II, JD.       | - Zanaga, Jair Faraone e outro (AMZ Desenv. Imob. Ltda) Obs: Gleba 19.0950 parte da antiga Faz. São Jerônimo                                                  | 428468,06 | 06 |
| RECANTO DAS ÁGUAS      | - Nassif, João Aldo (Recanto das Águas Invest. Imob. S/C Ltda) Obs: parte da antiga Fazenda Saltinho                                                          | 672790,00 |    |
| TAMBORÉ, JD.           | - BRNZ Empr. Imob. Ltda Obs: Gleba 28.0600 antiga propr. de Irmingard Schieffercecker (espólio) parte da antiga Faz. Santo Ângelo                             | 794576,13 | 03 |

## Propriedades históricas
Antigas propriedades rurais que deram origem à área urbana de Americana:
AP-01
- Chácara Pântano (Frederico Pântano)
- Chácara Gobbo (Hildebrando Gobbo)

AP-02
- Fazenda Salto Grande: 9 km da cidade, 1000 alqueires de área[882][883]
- Sítio Barroca (Domingos & Pedro Cia): 4 km da cidade, 62 alqueires de área
- Fazenda Barroca (João Meneghel e s/m Luíza Cia & Antonio Meneghel e s/m Josefina Cia): 4,5 km da cidade, 56 alqueires de área
- Sítio São José (José Boer e s/m Letícia Cia, sucessor Antonio Centurione Boer): 5 km da cidade, 35 alqueires de área
- Fazenda São Pedro (Luiz Cia): 5 km da cidade, 62 alqueires de área
- Sítio Tapera
- Fazendinha
- Fazenda Boa Esperança (Basílio Bueno Rangel)

AP-03
- Fazenda Santa Lúcia (Fortunato Faraone e s/m Anna Maria Tancredi, sucessores Santino Faraone, Genoeffa Faraone Zanaga, Lúcia Faraone, Maria Faraone e Estevam Faraone) & (Stefano Tancredi e Ottávio Tancredi)
- Fazenda Santa Angélica (Maria de Toledo, sucessores Joaquim e Bento de Toledo): 7 km da cidade, 150 alqueires de área
- Sítio Lagoa (Bento de Toledo Sobrinho): 9 km da cidade, 35 alqueires de área. Foi adquirido por Agostino & Antonio Piva
- Bairro Mombuca (propriedades de João Gottardi e outras)
- Sítio Foguete
- Sítio Santa Rita (Joaquim Jorge da Silva): 9 km da cidade, 20 alqueires de área
- Fazenda Olho d'Água (Manoel J. Nascimento), que foi subdividida em várias propriedades:
  - Sítio Retiro (João Leite de Campos): 9 km da cidade, 10 alqueires de área
  - Sítio São José (José Pereira de Camargo): 10 km da cidade, 16 alqueires de área
  - Sítio Boa Vista (Joaquim A. Nascimento): 11 km da cidade, 14 alqueires de área
  - Sítio Olho d'Água (Manoel D. Nascimento): 11 km da cidade, 17 alqueires de área. Foi adquirido por Ozório Leite de Camargo
  - Sítio do Espigãozinho (Quirino Nascimento): 11 km da cidade, 22 alqueires de área
- Fazenda Santo Ângelo (Francisco Sérgio de Toledo e s/m Maria de Toledo, sucessores Joaquim e Bento de Toledo): 9 km da cidade, 220 alqueires de área. Francisco era capitão da Guarda Nacional, veio para Americana em 1902 e adquiriu a fazenda, regularizando os títulos da propriedade

AP-04
- Fazenda Salto Grande[882][883]
  - Chácara Dona Margarida (Bruno Von der Leyen e s/m Margarete Hermine Franziska Müller): desmembrada da Fazenda Salto Grande
- Chácara Cordenonsi (Luiz & Ricardo Cordenonsi)
- Chácara São João (João Pavan): 1,5 km da cidade, 10 alqueires de área
- Sítio São Vito (José Faé): 2 km da cidade, 10 alqueires de área
- Fazenda São Pedro (Roviglio Bertini, sucessor Jeronymo Bertini): 3 km da cidade, 146 alqueires de área

AP-05
- Chácara Gobbo (Paschoal Gobbo)
- Fazenda Machadinho (Emílio Horschutz): 2 km da cidade, 117 alqueires de área. Foi adquirida por Werner Alfred Plaas e s/m Ingeborg Hedwig Albertine von der Leyen[884]
- Sítio Santarosa (Antonio Santarosa, sucessor Romeu Santarosa): 3 km da cidade, 22 alqueires de área
- Sítio Bom Retiro (Antonio Cia): 3 km da cidade, 27 alqueires de área
- Sítio São Luiz (Luiz & João Santarosa): 4 km da cidade, 100 alqueires de área
- Fazenda Maniçoba (Miano Antonio): 5 km da cidade, 54 alqueires de área
- Sítio Bela Vista (Pedro Boer e s/m Amábile Boer): 6 km da cidade, 30 alqueires de área
- Fazenda Bom Recreio (Luiz Delben): 6 km da cidade, 80 alqueires de área. Foi adquirida por Luiz Geraldo Mirandola
- Bairro Recanto (propriedades de Charles Fenley e Maria Fenley)

AP-07
- Bairro São Domingos (propriedades de Joaquim Leitão, Guilherme Pyles, Hildebrando Gobbo e outras)
- Sítio São Roque (Eugênio Cia): 3 km da cidade, 15 alqueires de área

AP-08
- Sítio Santo Antonio (Antonio Frezzarin): 1 km da cidade, 70 alqueires de área

AP-09
- propriedade de Carlos Rasmussen
- Chácara Gallo (Sebastião Gallo): 1 km da cidade, 50 alqueires de área
- Sítio Boa Vista (Pedro Jensen): 2 km da cidade, 12 alqueires de área

AP-10
- Bairro Recanto (propriedades de Charles Fenley e Maria Fenley)
- Fazenda Campo Belo (Miguel F. Hawthorne): 4 km da cidade, 40 alqueires de área. Foi adquirida por Carlos Matthiesen e s/m Alma Nielsen Matthiesen
- Sítio Paineiras (Luiz & Antonio Pontello): 5 km da cidade, 30 alqueires de área
- Sítio Filipada (Romano Pavan): 5 km da cidade, 50 alqueires de área. Foi adquirido de um norte-americano chamado Philipp Pad

Após 14 anos de emancipação, pelo Dec. Estadual nº 9.775 de 30/11/1938 o território de Americana foi ampliado consideravelmente, onde a atual AP-06 e parte das atuais AP-07, AP-08 e AP-10 deixaram de pertencer a Santa Bárbara d'Oeste
Relação das propriedades que passaram a pertencer ao município de Americana:
AP-06
- Fazenda São Domingos (Achilles Zanaga e s/m Catharina M. Zanaga)
- Fazenda São Jerônimo (Achilles Zanaga e s/m Catharina M. Zanaga)[886]
- Sítio da Gruta (Agostino Dainese)

AP-07
- Chácara Jones (James Roderick Jones e s/m Judith Mac Knight Jones)
- Sítio Pyles (Oscar Lee Pyles)

AP-08
- Sítio Gonela (José Frezzarin e s/m Catharina B. Frezzarin)
- Bairro Amorim (propriedades de Fortunato Faraone e outras)
- parte do Bairro Gerivá (propriedades de Ferdinando Mollon e outras)

AP-10
- Bairro Amorim (propriedades de Luiz & Ferdinando Pinese, sucessores Pedro Pinese e outros): após a propriedade ser vendida deu origem a Fazenda Jacyra[887]
- Fazenda Boa Esperança (Francisco de Cillo, sucessores Nicola de Cillo & Irmãos): na propriedade foi fundada em 1903 a Usina Açucareira de Cillo[888]

## Área urbana histórica

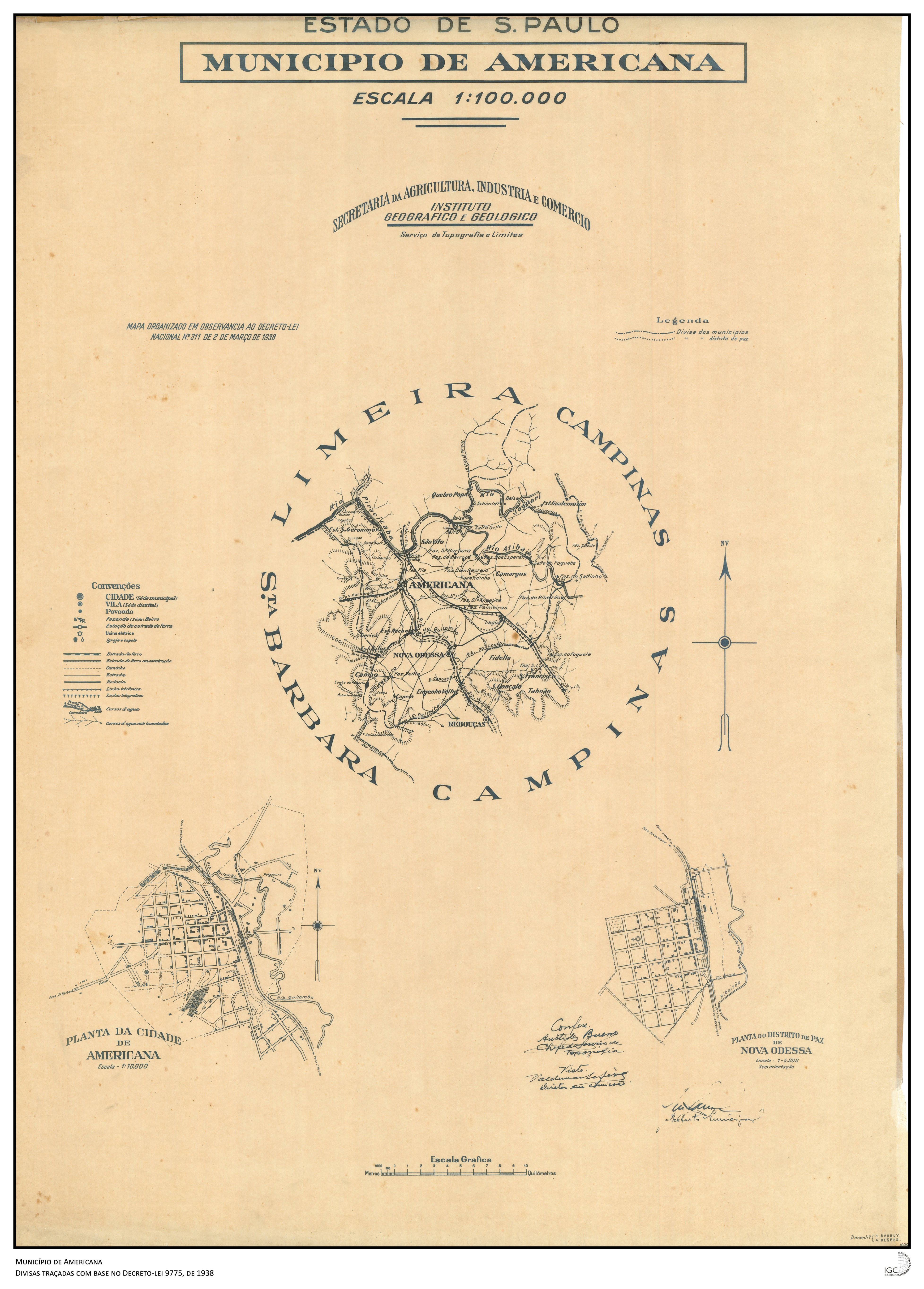
Planta do município de Americana com sua área urbana (1938).

Em 1875, à margem direita do Ribeirão Quilombo, na Fazenda Salto Grande, em território do distrito de Santa Cruz, no município de Campinas, é fundada a Fábrica de Tecidos Carioba.
No ano de 1884 os proprietários da Fábrica de Tecidos Carioba iniciam a construção da vila operária de Carioba, primeiro núcleo urbano de fato de Americana, mas de cunho particular.
Também em 1875, com a presença do Imperador D. Pedro II, é inaugurada uma estação ferroviária da Companhia Paulista de Estradas de Ferro em frente à sede da Fazenda Machadinho, de propriedade de Antônio Bueno Rangel, para atender a cidade de Santa Bárbara. A estação, localizada à margem esquerda do Ribeirão Quilombo, no município de Santa Bárbara, é considerada o marco de fundação da cidade de Americana.
Entre 1890 e 1891 Basílio Bueno Rangel, herdeiro de Antônio Bueno Rangel, vende para o Capitão Ignácio Corrêa Pacheco uma parte da Fazenda Machadinho à esquerda da sede da fazenda.
Como as terras adquiridas ficavam bem próximas à estação o capitão resolve loteá-las, surgindo o segundo núcleo urbano de Americana, parte do atual centro da cidade (entorno da Matriz Velha). Este loteamento de início ficou conhecido como Vila da Estação de Santa Bárbara, mas rapidamente passou a ser conhecido pelas pessoas da região como "Vila dos Americanos".
Em 13/04/1893 é criado por ato do governo do estado o distrito policial de Vila Americana, com sede no povoado da Estação de Santa Bárbara, no município de Santa Bárbara e Comarca de Piracicaba, ato que oficializou o nome de Vila Americana. Mas foi em 1894 que Vila Americana começou tomar feição de povoado. Somente em 1904, após ser elevada a distrito de paz, é que Vila Americana passou a pertencer a Campinas.

### Vias públicas
Por volta de 1930 a então cidade de Vila Americana era formada pelo Centro e pela Vila Rehder (1926), tendo sete vias públicas em sentido longitudinal partindo da estação ferroviária:
- Av. Dr. Antonio Lobo
- Rua Capitão Corrêa Pacheco, tendo como prolongamento a Rua Fernando Camargo (antiga Rua Antonio Cesarino)
- Rua Jorge Jones (antigas Rua Dr. Cândido Cruz - trecho atrás da Igreja Matriz, e Rua Washington Luís - trecho final), tendo como prolongamento a Rua Vieira Bueno
- Rua Sete de Setembro (antiga Rua Imprensa Campineira)
- Rua Dr. Cândido Cruz (antiga Rua José Bonifácio)
- Rua Ipiranga
- Rua Cícero Jones (antiga Rua Dr. Jones)

E sete vias públicas em sentido transversal às primeiras:
- Rua Comendador Muller (antiga Rua Dona Albertina)
- Rua Álvaro Ribeiro (antiga Rua Theodoro Rehder)
- Rua Carioba (antigo Beco da Paz), tendo como prolongamento a Rua Heitor Penteado e a Rua Major Rehder
- Rua Doze de Novembro (antiga Rua Coronel Bento Bicudo)
- Rua Trinta de Julho
- Rua Washington Luís (antiga Rua Sete de Setembro)
- Rua Rui Barbosa

Além de outras vias públicas em seu entorno:
- Rua Carlos Gomes
- Rua Francisco Manoel
- Rua Professor Roquete Pinto (antigo Beco Zanaga)
- Rua Almeida Júnior
- Rua Padre Feijó (antiga estrada p/Vila Gobbo)
- Rua Rio Branco
- Rua Presidente Vargas (antiga Rua Basílio Rangel)

### Estradas rurais
Antigas estradas rurais que deram origem à importantes vias públicas:
- Estrada de Carioba: Rua Carioba;
- Estrada do cemitério: Av. da Saudade;
- Estrada da Fazenda Salto Grande: Av. Paschoal Ardito, Av. Antonio Centurione Boer e trecho da Rua Mem de Sá;
- Estrada de Campinas: Rua Santa Joana D'Arc, Av. Angelina Pascote, Rua Adalberto Panzan, Rua Isabela Gonçalves Ferro Santarosa e trecho da Via Anhanguera;
- Estrada velha do São Vito: Rua São Vito;
- Estrada velha de Campinas: Av. Nossa Senhora de Fátima e trecho da SP-304;
- Estrada velha de Limeira: Av. Lírio Correa e trecho da Rua São Sebastião;
- Estrada de Nova Odessa: Rua Dom Pedro II;
- Estrada de São Luís: Av. de Cillo (a antiga estrada tinha essa denominação pois seguia até o bairro rural São Luís, na divisa Santa Bárbara / Capivari; passou a ser conhecida como estrada de Cillo após inauguração da Usina Açucareira de Cillo);
- Estrada da estação São Jerônimo da CPEF: Av. São Jerônimo;[896]
- Estrada velha de Santa Bárbara: Av. Nove de Julho e Av. Carmine Feola;
- Estrada velha de Santa Bárbara: Av. Campos Sales, trecho da Rua Padre Antonio Vieira, Rua Antonio Feliciano de Castilho e Rua Albino Menegatti;
- Estrada da Balsa: Rua Luiz de Camões e Av. da Amizade;
- Estrada da Gruta: Rua João Batista Bazanelli;
- Estrada Estadual Americana - Via Anhanguera: Av. Antonio Pinto Duarte;
- Estrada Estadual Americana - Santa Bárbara d'Oeste: Av. Monsenhor Bruno Nardini e trecho da Av. Campos Sales.[897]